# Élections municipales et régionales ivoiriennes de 2013

Logotype des élections locales ivoiriennes de 2013.

Les élections municipales et régionales de 2013 en Côte d'Ivoire sont deux scrutins qui se sont déroulés le 21 avril 2013. Le premier scrutin permet de renouveler les maires et les conseillers municipaux, tandis que le second permet le renouvellement des conseillers régionaux ivoiriens.
Élus pour cinq ans, les conseillers régionaux ou municipaux sont élus au suffrage universel direct et au scrutin proportionnel plurinominal et majoritaire à un tour sur des listes complètes sans vote préférentiel ni panachage. La liste qui recueille le plus de suffrages exprimés obtient la moitié des sièges à pourvoir. L'autre moitié des sièges est répartie, entre toutes les listes, y compris la liste majoritaire, à la proportionnelle et aux plus forts restes.

## Contexte national
Ces élections se déroulent dans un contexte de réformes, de reprise économique et de grands chantiers, mais où persistent des difficultés tels que le chômage fort, la corruption omniprésente, le coût de la vie élevé, et des infrastructures locales parfois vétustes ou absentes. L'extrême ouest du territoire, à la frontière avec le Liberia, est toujours en proie à des attaques armées contre des cibles policières ou militaires. Les populations restent, en outre, marquées par la crise ivoirienne de 2010-2011.
Les deux principaux partis de la coalition RHDP majoritaire à l'assemblée nationale, le Parti démocratique et le Rassemblement des républicains, sont les deux grands favoris. Cependant, faute d'accords, les deux partis présentent des listes séparées dans la majorité des circonscriptions, en alliance ou non avec d'autres petits partis de la coalition.
Les principales formations d'oppositions que sont le Front populaire ivoirien et le LIDER de Mamadou Koulibaly, décident de boycotter les deux scrutins. Le FPI demande à ses militants de ne pas prendre part au scrutin, et « ne reconnaîtra pas les résultats de cette mascarade électorale » selon son secrétaire général par intérim Richard Kodjo. Cependant, plusieurs membres du parti n'ont pas respecté cette consigne, et ont rejoint la liste d'une autre formation politique, ou constitué leur propre liste en tant qu'indépendant.

## Campagne
La campagne électorale a provoqué une résurgence de tensions variable selon les communes, et ce malgré l'émission d'un guide de bonne conduite et les appels à l’apaisement répétés de la Commission électorale indépendante, du RDR, et de l'ONUCI. Ces tensions s'incarnant par des violences aussi bien verbales, par slogans interposés où via les nombreux tabloïds ivoiriens partisans, que physique, avec des altercations entre groupes de militants,. Un de ces tabloïds, Échos de Koumassi, acquis à Ibrahim Bacongo Cissé, a été suspendu par le Conseil national de la presse pour cause de dénigrement, injures, diffamation et calomnie. Cette situation contraste par rapport aux précédentes élections législatives qui s'étaient déroulées dans le calme, de même pour les élections partielles qui ont suivi.

## Scrutin
La journée de vote s'est déroulée dans le calme sans incident majeur. Plus de 5 millions d’ivoiriens étaient attendus dans les bureaux de vote du pays, pour départager 3 024 candidats dans 31 régions et 21 057 candidats pour 197 municipalités. Le chiffre de la participation estimé par les observateurs et confirmé par la CEI est d'environ 30 %. La participation est jugée faible et comme n'ayant pas attiré les Ivoiriens,. Le taux de participation final est de 36,44 % pour le scrutin municipal (contre 39,40 % aux dernières municipales en 2001) et de 44,03 % pour le scrutin régional (contre 28,01 % aux élections départementales de 2002).

### Incidents
En revanche, si la journée de vote a été calme, des actes de forte violence ont suivi l'annonce des premiers résultats dans certaines localités. Des groupes de manifestants et de militants de candidats défaits ont en effet semé des troubles graves dans quelques circonscriptions :
- à Adjamé, des incidents graves ayant entrainé l'intervention de l'armée se sont déroulés près du logement de Farikou Soumahoro, proche de la mairie de la commune, alors que ses militants souhaitaient assiéger la mairie pour y installer leur candidat défait. Un mort et plusieurs blessés ont été déplorés. Les manifestants ont également commis des actes de vandalismes, armée de machettes et de gourdins, et provoqués une émeute dans le marché du Forum, semant la peur et la panique au sein des commerçants[13],[9].
- à Ferkessédougou, le siège local de la Commission électorale indépendante a été saccagé et pillé par un groupe de jeunes[9],[14].
- à Koumassi, des militants du candidat défait Ibrahim Bacongo Cissé ont violemment manifesté durant 48 heures leur mécontentement, armés de gourdins et de machettes, et bloquant des avenues de la commune avec des barricades improvisées et des pneus enflammés. Le CCDO disperse les manifestants avec des gaz lacrymogènes[15],[9].
- à Treichville, près de 200 casseurs ont saccagé le centre de compilation des résultats de la commune, détruisant la plupart des urnes. Les forces de l'ordre ne sont pas parvenus à contenir la foule hystérique[16],[14].
- à Yamoussoukro, de violentes manifestations de militants d'un candidat défait ont eu lieu, entrainant des actes de vandalisme et des blessés[17].

Les municipalités de Mankono, Bonon et Lakota ont également été affectés par des troubles. Au total, ce sont neuf communes sur 197 qui ont subi des incidents, entraînant une cinquantaine de blessés.

### Réactions politiques
- Le gouvernement ivoirien, par la voix de sa porte-parole Affoussiata Bamba-Lamine, condamne fermement « tous les actes de violence d’où qu’ils viennent » et prend acte des résultats proclamés par la CEI tout en appelant au calme[19].
- Le porte-parole du Rassemblement des républicains, Joël N’Guessan, appelle ses candidats à respecter le verdict des urnes et à appeler leurs adversaires pour les féliciter[20].
- Le Front populaire a réaffirmé ne pas reconnaître les résultats des élections locales, boycottés par le parti et qualifiant ces élections de « parodie électorale ». Le secrétaire général par intérim Richard Kodjo appelle également « à tous les démocrates, à toutes les forces de progrès afin qu’ils s’unissent sur une plateforme de lutte contre le régime liberticide de Monsieur Alassane Ouattara ».
- Ibrahim Bacongo Cissé, épinglé avant et après le scrutin, a déclaré vouloir contester les résultats devant la chambre administrative de la Cour suprême, après avoir refusé de reconnaître sa défaite[21]. Le ministre s'est défendu de toute violence dans un entretien accordé à Fraternité Matin, regrettant les graves violences de ses militants, rappelant que son adversaire utilisait également des arguments fallacieux, voire diffamants[22].

## Résultats régionaux

### District Bas-Sassandra

#### Gbôkle
|                | Philippe Legré  | RDR            | 8 396  | 56,73 |  |  |  |  |
|                | Christophe Nado | PDCI           | 6 396  | 43,27 |  |  |  |  |
|                |                 |                |        |       |  |  |  |  |
| Inscrits       | Inscrits        | Inscrits       | 51 478 | 100   |  |  |  |  |
| Abstentions    | Abstentions     | Abstentions    | 35 720 | 69    |  |  |  |  |
| Votants        | Votants         | Votants        | 15 758 | 31    |  |  |  |  |
| Blancs et nuls | Blancs et nuls  | Blancs et nuls | 978    | 2     |  |  |  |  |
| Exprimés       | Exprimés        | Exprimés       | 14 780 | 29    |  |  |  |  |

#### Nawa
|                | Alain-Richard Donwahi | RHDP           | 47 495  | 100 |  |  |  |  |
|                |                       |                |         |     |  |  |  |  |
| Inscrits       | Inscrits              | Inscrits       | 156 677 | 100 |  |  |  |  |
| Abstentions    | Abstentions           | Abstentions    | 105 133 | 67  |  |  |  |  |
| Votants        | Votants               | Votants        | 51 544  | 33  |  |  |  |  |
| Blancs et nuls | Blancs et nuls        | Blancs et nuls | 4 059   | 3   |  |  |  |  |
| Exprimés       | Exprimés              | Exprimés       | 47 495  | 30  |  |  |  |  |

#### San-Pédro (région)
|                | Donatien Beugré  | RHDP           | 24 047  | 57,83 |  |  |  |  |
|                | Émile Gnépa Soko | Indépendant    | 17 535  | 42,17 |  |  |  |  |
|                |                  |                |         |       |  |  |  |  |
| Inscrits       | Inscrits         | Inscrits       | 143 642 | 100   |  |  |  |  |
| Abstentions    | Abstentions      | Abstentions    | 99 828  | 69    |  |  |  |  |
| Votants        | Votants          | Votants        | 43 814  | 31    |  |  |  |  |
| Blancs et nuls | Blancs et nuls   | Blancs et nuls | 2 232   | 2     |  |  |  |  |
| Exprimés       | Exprimés         | Exprimés       | 41 582  | 29    |  |  |  |  |

### District Gôh-Djiboua

#### Gôh
|                | Joachim Djédjé         | PDCI           | 39 127  | 61,70 |  |  |  |  |
|                | Alexis N'Guessan-Zékré | RDR            | 24 292  | 38,30 |  |  |  |  |
|                |                        |                |         |       |  |  |  |  |
| Inscrits       | Inscrits               | Inscrits       | 188 126 | 100   |  |  |  |  |
| Abstentions    | Abstentions            | Abstentions    | 120 380 | 64    |  |  |  |  |
| Votants        | Votants                | Votants        | 67 746  | 36    |  |  |  |  |
| Blancs et nuls | Blancs et nuls         | Blancs et nuls | 4 327   | 2     |  |  |  |  |
| Exprimés       | Exprimés               | Exprimés       | 63 419  | 34    |  |  |  |  |

#### Lôh-Djiboua
|                | Zakpa Komenan Rolland | RDR            | 20 010  | 36,13 |  |  |  |  |
|                | Dominique Babli       | PDCI           | 18 418  | 33,26 |  |  |  |  |
|                | Francis Desclercs     | Indépendant    | 11 436  | 20,65 |  |  |  |  |
|                | Ernest Djepa Bobi     | Indépendant    | 5 517   | 9,96  |  |  |  |  |
|                |                       |                |         |       |  |  |  |  |
| Inscrits       | Inscrits              | Inscrits       | 175 290 | 100   |  |  |  |  |
| Abstentions    | Abstentions           | Abstentions    | 115 888 | 66    |  |  |  |  |
| Votants        | Votants               | Votants        | 59 402  | 34    |  |  |  |  |
| Blancs et nuls | Blancs et nuls        | Blancs et nuls | 4 021   | 2     |  |  |  |  |
| Exprimés       | Exprimés              | Exprimés       | 55 381  | 32    |  |  |  |  |

### District de la Comoé

#### Indénié-Djuablin
|                | Pascal Abinan Kouakou | RHDP           | 26 273  | 62,40 |  |  |  |  |
|                | Essay Wouadja         | Indépendant    | 15,833  | 37,60 |  |  |  |  |
|                |                       |                |         |       |  |  |  |  |
| Inscrits       | Inscrits              | Inscrits       | 101 138 | 100   |  |  |  |  |
| Abstentions    | Abstentions           | Abstentions    | 56 336  | 56    |  |  |  |  |
| Votants        | Votants               | Votants        | 44 802  | 44    |  |  |  |  |
| Blancs et nuls | Blancs et nuls        | Blancs et nuls | 2 696   | 3     |  |  |  |  |
| Exprimés       | Exprimés              | Exprimés       | 42 106  | 42    |  |  |  |  |

#### Sud-Comoé
|                | Aouélé Aka     | RHDP           | 74 341  | 100 |  |  |  |  |
|                |                |                |         |     |  |  |  |  |
| Inscrits       | Inscrits       | Inscrits       | 152 656 | 100 |  |  |  |  |
| Abstentions    | Abstentions    | Abstentions    | 72 575  | 48  |  |  |  |  |
| Votants        | Votants        | Votants        | 80 081  | 52  |  |  |  |  |
| Blancs et nuls | Blancs et nuls | Blancs et nuls | 5 740   | 4   |  |  |  |  |
| Exprimés       | Exprimés       | Exprimés       | 74 341  | 49  |  |  |  |  |

### District des Lacs

#### Bélier
|                | Jeannot Kouadio-Ahoussou | RHDP           | 35 162  | 68,68 |  |  |  |  |
|                | Arthur Aloco Kouassi     | Indépendant    | 16,032  | 31,32 |  |  |  |  |
|                |                          |                |         |       |  |  |  |  |
| Inscrits       | Inscrits                 | Inscrits       | 104 590 | 100   |  |  |  |  |
| Abstentions    | Abstentions              | Abstentions    | 50 812  | 49    |  |  |  |  |
| Votants        | Votants                  | Votants        | 53 778  | 51    |  |  |  |  |
| Blancs et nuls | Blancs et nuls           | Blancs et nuls | 2 584   | 2     |  |  |  |  |
| Exprimés       | Exprimés                 | Exprimés       | 51 194  | 49    |  |  |  |  |

#### Iffou
|                | Moïse Koumoué Koffi  | PDCI           | 23,429 | 59,05 |  |  |  |  |
|                | Benjamin Yao Deby    | RDR            | 10 693 | 26,95 |  |  |  |  |
|                | Mamadou Segbé Traoré | Indépendant    | 5 554  | 14,00 |  |  |  |  |
|                |                      |                |        |       |  |  |  |  |
| Inscrits       | Inscrits             | Inscrits       | 91 704 | 100   |  |  |  |  |
| Abstentions    | Abstentions          | Abstentions    | 49 898 | 54    |  |  |  |  |
| Votants        | Votants              | Votants        | 41 806 | 46    |  |  |  |  |
| Blancs et nuls | Blancs et nuls       | Blancs et nuls | 2 130  | 2     |  |  |  |  |
| Exprimés       | Exprimés             | Exprimés       | 39 676 | 43    |  |  |  |  |

#### N'Zi
|                | Bernard Koffi N'Guessan | PDCI           | 17,292 | 51,21 |  |  |  |  |
|                | Félix Assamoi Koikou    | Indépendant    | 11 199 | 33,19 |  |  |  |  |
|                | Michel Niando Coulibaly | RDR            | 5 265  | 15,60 |  |  |  |  |
|                |                         |                |        |       |  |  |  |  |
| Inscrits       | Inscrits                | Inscrits       | 74 939 | 100   |  |  |  |  |
| Abstentions    | Abstentions             | Abstentions    | 39 155 | 52    |  |  |  |  |
| Votants        | Votants                 | Votants        | 35 784 | 48    |  |  |  |  |
| Blancs et nuls | Blancs et nuls          | Blancs et nuls | 2 038  | 3     |  |  |  |  |
| Exprimés       | Exprimés                | Exprimés       | 33 746 | 45    |  |  |  |  |

#### Moronou
|                | Véronique Aka Amanan   | Indépendant    | 20 459 | 46,18 |  |  |  |  |
|                | Théophile Ahoua N'Doli | RHDP           | 13 973 | 31,54 |  |  |  |  |
|                | Eugène Méa Assoumou    | Indépendant    | 6 349  | 14,33 |  |  |  |  |
|                | Jean Brou Akpoué       | Indépendant    | 3 518  | 7,94  |  |  |  |  |
|                |                        |                |        |       |  |  |  |  |
| Inscrits       | Inscrits               | Inscrits       | 91 410 | 100   |  |  |  |  |
| Abstentions    | Abstentions            | Abstentions    | 44 105 | 48    |  |  |  |  |
| Votants        | Votants                | Votants        | 47 305 | 52    |  |  |  |  |
| Blancs et nuls | Blancs et nuls         | Blancs et nuls | 3 006  | 3     |  |  |  |  |
| Exprimés       | Exprimés               | Exprimés       | 44 299 | 48    |  |  |  |  |

### District des Lagunes

#### Agnéby-Tiassa
|                | Martin Nando M'Bolo | Indépendant    | 33 944  | 48,26 |  |  |  |  |
|                | Joseph Boni         | PDCI           | 14,078  | 20,01 |  |  |  |  |
|                | Pierre Bitty        | RDR            | 11 525  | 16,38 |  |  |  |  |
|                | René Edi            | Indépendant    | 10 794  | 15,35 |  |  |  |  |
|                |                     |                |         |       |  |  |  |  |
| Inscrits       | Inscrits            | Inscrits       | 175 383 | 100   |  |  |  |  |
| Abstentions    | Abstentions         | Abstentions    | 101 291 | 58    |  |  |  |  |
| Votants        | Votants             | Votants        | 74 092  | 42    |  |  |  |  |
| Blancs et nuls | Blancs et nuls      | Blancs et nuls | 3 751   | 2     |  |  |  |  |
| Exprimés       | Exprimés            | Exprimés       | 70 341  | 40    |  |  |  |  |

#### Grands-Ponts
|                | Joseph Yacé      | Indépendant    | 19 224  | 51,45 |  |  |  |  |
|                | Jean-Claude Yède | PDCI           | 10 100  | 27,03 |  |  |  |  |
|                | Robert Nomel     | RDR            | 5 493   | 14,70 |  |  |  |  |
|                | Eugène Avi       | Indépendant    | 2 550   | 6,82  |  |  |  |  |
|                |                  |                |         |       |  |  |  |  |
| Inscrits       | Inscrits         | Inscrits       | 100 871 | 100   |  |  |  |  |
| Abstentions    | Abstentions      | Abstentions    | 66 881  | 66    |  |  |  |  |
| Votants        | Votants          | Votants        | 33 990  | 34    |  |  |  |  |
| Blancs et nuls | Blancs et nuls   | Blancs et nuls | 1 623   | 2     |  |  |  |  |
| Exprimés       | Exprimés         | Exprimés       | 37 367  | 37    |  |  |  |  |

#### La mê
|                | Patrick Achi    | RHDP           | 37 140  | 52,64 |  |  |  |  |
|                | Edmond Aka Assi | Indépendant    | 16 802  | 23,81 |  |  |  |  |
|                | Calice Yapo     | Indépendant    | 11 559  | 16,38 |  |  |  |  |
|                | Pierre Seka     | Indépendant    | 5 057   | 7,17  |  |  |  |  |
|                |                 |                |         |       |  |  |  |  |
| Inscrits       | Inscrits        | Inscrits       | 155 498 | 100   |  |  |  |  |
| Abstentions    | Abstentions     | Abstentions    | 80 877  | 52    |  |  |  |  |
| Votants        | Votants         | Votants        | 74 621  | 48    |  |  |  |  |
| Blancs et nuls | Blancs et nuls  | Blancs et nuls | 4 063   | 3     |  |  |  |  |
| Exprimés       | Exprimés        | Exprimés       | 70 558  | 45    |  |  |  |  |

### District Sassandra-Marahoué

#### Haut-Sassandra
|                | Alphonse Mady Djédjé | RHDP           | 96 087  | 100 |  |  |  |  |
|                |                      |                |         |     |  |  |  |  |
| Inscrits       | Inscrits             | Inscrits       | 296 209 | 100 |  |  |  |  |
| Abstentions    | Abstentions          | Abstentions    | 187 730 | 63  |  |  |  |  |
| Votants        | Votants              | Votants        | 108 479 | 37  |  |  |  |  |
| Blancs et nuls | Blancs et nuls       | Blancs et nuls | 12 392  | 4   |  |  |  |  |
| Exprimés       | Exprimés             | Exprimés       | 96 087  | 32  |  |  |  |  |

#### Marahoué
|                | Charles Koffi Diby | RHDP           | 50 092  | 65,72 |  |  |  |  |
|                | Zéphirin Bi Zamblé | Indépendant    | 26 124  | 34,28 |  |  |  |  |
|                |                    |                |         |       |  |  |  |  |
| Inscrits       | Inscrits           | Inscrits       | 175 566 | 100   |  |  |  |  |
| Abstentions    | Abstentions        | Abstentions    | 95 289  | 54    |  |  |  |  |
| Votants        | Votants            | Votants        | 80 277  | 46    |  |  |  |  |
| Blancs et nuls | Blancs et nuls     | Blancs et nuls | 4 061   | 2     |  |  |  |  |
| Exprimés       | Exprimés           | Exprimés       | 76 216  | 43    |  |  |  |  |

## Résultats municipaux
Sur 197 municipalités, les candidats indépendants, pour la plupart issus des rangs du RDR et du Parti démocratique mais recalés par les états-majors de ces partis, créent la surprise en décrochant 70 d'entre elles. Le RDR remporte une soixantaine de villes et le PDCI moins d'une cinquantaine. Deux candidats dissidents du Front populaire, Albert N'Cho et Hyacinthe Amon, ont été respectivement élus à Agboville et à Azaguié. Ils font partie des cadres de ce parti qui n'ont pas respecté le mot d'ordre de boycott, et ont été suspendus en conséquence, en attendant leur éventuelle radiation.